# 迪萊角
66°27′S 98°15′E / 66.450°S 98.250°E
迪萊角是南極洲的海岬，位於瑪麗皇后地，處於梅爾巴半島西部，處於夏科角以西11公里，海拔高度185米，由澳大利亞探險家率領的探險隊發現，現時由南極條約體系管理。